# Marián Čišovský
Marián Čišovský (Humenné, 2 de noviembre de 1979-28 de junio de 2020) fue un futbolista eslovaco. Jugaba de defensa y su último equipo fue el FC Viktoria Plzeň de la Gambrinus Liga de la República Checa.

## Trayectoria
En 2011 fue contratado por el club checo FC Viktoria Plzeň.
No pudo jugar el campeonato 2014-2015 (en el que su equipo salió campeón) debido a que se le diagnosticó esclerosis lateral amiotrófica (ELA), una enfermedad mortal. El entrenador Miroslav Koubek dijo que si fuera posible él cambiaría el título por la salud de Čišovský, quien atendió a las celebraciones mientras los miles de espectadores coreaban su nombre.

## Selección nacional
Ocupó un rol internacional con la Selección de fútbol de Eslovaquia, jugó 15 partidos internacionales, además de haber participado con la Selección Olímpica en las olimpiadas de Sídney 2000.

## Clubes
| Club                     | País            | Año       |
| ------------------------ | --------------- | --------- |
| 1. HFC Humenné           | Eslovaquia      | 1996-1999 |
| FK Inter Bratislava      | Eslovaquia      | 1999-2004 |
| MSK Žilina               | Eslovaquia      | 2004-2005 |
| MFK Petržalka            | Eslovaquia      | 2006-2008 |
| FC Politehnica Timişoara | Rumania         | 2008-2011 |
| FC Viktoria Plzeň        | República Checa | 2011-2015 |

## Palmarés

### Campeonatos nacionales
| Título                  | Club                | País       | Año  |
| ----------------------- | ------------------- | ---------- | ---- |
| Superliga de Eslovaquia | FK Inter Bratislava | Eslovaquia | 2000 |
| Superliga de Eslovaquia | FK Inter Bratislava | Eslovaquia | 2001 |
| Superliga de Eslovaquia | MFK Petržalka       | Eslovaquia | 2008 |

## Fallecimiento
Marián Čišovský murió el 28 de junio de 2020 a los 40 años de edad por esclerosis lateral amiotrófica, enfermedad incurable que padecía desde 2014.